# Liste der Monuments historiques in La Planée
Die Liste der Monuments historiques in La Planée führt die Monuments historiques in der französischen Gemeinde La Planée auf.

## Liste der Immobilien
| Bezeichnung | Beschreibung               | Standort                      | Kennzeichnung | Schutzstatus | Datum | Bild           |
| ----------- | -------------------------- | ----------------------------- | ------------- | ------------ | ----- | -------------- |
| Wegekreuz   | Kalkstein, bezeichnet 1604 | Route de Oye et Pallet (Lage) | PA00101773    | Classé       | 1992  | weitere Bilder |

## Liste der Objekte
| Bezeichnung                               | Beschreibung                                                      | Standort                                     | Kennzeichnung | Schutzstatus | Datum | Bild |
| ----------------------------------------- | ----------------------------------------------------------------- | -------------------------------------------- | ------------- | ------------ | ----- | ---- |
| Reliquiar                                 | Kupfer oder Silber, vergoldet, zweite Hälfte des 15. Jahrhunderts | in der Kirche Assomption-de-la-Vierge (Lage) | PM25001222    | Classé       | 1916  |      |
| Hauptaltar                                | Retabel; Holz, farbig gefasst und vergoldet, 18. Jahrhundert      | in der Kirche Assomption-de-la-Vierge (Lage) | PM25001225    | Classé       | 1948  |      |
| Kanzel                                    | Eichen- und Lindenholz, 18. Jahrhundert                           | in der Kirche Assomption-de-la-Vierge (Lage) | PM25001226    | Classé       | 1972  |      |
| Nischenskulptur Madonna mit Kind          | Holz, farbig gefasst und vergoldet, 18. Jahrhundert               | in der Kirche Assomption-de-la-Vierge (Lage) | PM25001227    | Classé       | 1972  |      |
| Nischenskulptur Herz Jesu                 | Holz, farbig gefasst und vergoldet, 18. Jahrhundert               | in der Kirche Assomption-de-la-Vierge (Lage) | PM25001228    | Classé       | 1972  |      |
| Skulptur Heiliger Antonius                | Holz, farbig gefasst, 15. oder 16. Jahrhundert                    | in der Kirche Assomption-de-la-Vierge (Lage) | PM25001221    | Classé       | 1910  |      |
| Grabstein für François Perrier            | Stein, bezeichnet 1602                                            | in der Kirche Assomption-de-la-Vierge (Lage) | PM25001223    | Classé       | 1916  |      |
| Grabstein für Claude-Joseph Masson Dubief | Stein, bezeichnet 1626                                            | in der Kirche Assomption-de-la-Vierge (Lage) | PM25001224    | Classé       | 1916  |      |